# Els Colladons
Els Colladons és un paratge del terme municipal de Conca de Dalt, a l'antic terme d'Hortoneda de la Conca, al Pallars Jussà, en territori del poble d'Hortoneda.
Es troben al nord d'Hortoneda, al nord-oest de la Roca Roia i a ponent de l'Obaga de Montgai. També és a prop, al nord-oest, del Fener. Es tracta d'un conjunt de roques situat en renglera, aflorament d'un plegament tectònic.